# GWR Iron Duke Class
GWR Iron Duke Class («Железный герцог») — тип пассажирских экспресс-паровозов с осевой формулой 2-1-1 брюнелевской колеи Большой западной железной дороги.

## История
В апреле 1846 года был построен паровоз-прототип серии «Great Western», изначально с осевой фомулой 1-1-1, но вскоре переделанный в 2-1-1 с бегунковыми осями непосредственно в листовой раме паровоза, а не в отдельной тележке. Остальные паровозы построены в апреле 1847—июле 1855 годов.
Быстрые для своего времени, эти паровозы достигали скорости 78,2 мили/ч (126 км/ч) и водили поезд «Летучий голландец», на протяжении десятков лет бывший самым быстрым экспрессом в мире. В 1852 году ежедневный поезд от Паддингтонского вокзала в Лондоне до Эксетера на расстоянии 194 мили (312 км) ходил со средней скоростью 53 мили/ч (85 км/ч), а на ровном участке от Лондона до Суиндона — 59 миль/ч (95 км/ч).
Около 1865 года «Железные герцоги» были переименованы в Alma Class.
С мая по июль 1870 года три паровоза («Великобритания», «Прометей» и «Эстафета») прошли капитальный ремонт со сменой рамы и котла. По этому опыту постройка паровозов, известных как Rover class (Бродяга), продолжилась с августа 1871 по июль 1888 годов. Эти паровозы сохраняли имена старых «Железных герцогов», но были совершенно новыми машинами (есть мнение, что «Ровер», «Ласточка» и «Балаклава» включали некоторые детали первоначальных паровозов под этими именами).
Кроме трёх перестроенных, оригинальные «Железные герцоги» были списаны в 1870—июне 1884 года. Последний паровоз «Лорд Островов» сохранялся на заводе в Суиндоне, но в январе 1906 года был утилизирован, чтобы освободить место. Три модернизата списаны в сентябре 1880 — октябре 1887 годов, остальные паровозы типа «Ровер», кроме списанного в декабре 1890 года «Иронделль», доработали до конца широкой колеи в мае 1892 года.
В Национальном железнодорожном музее в Йорке и Музее большой западной железной дороги сохраняются многие таблички с именами паровозов, в Суиндоне экспонируются ведущие колёса «Повелителя Британских островов».

## Список паровозов

### 1-1-1 Great Western
Паровоз-прототип, построенный в апреле 1846 года как 1-1-1, отличался от последующих локомотивов колёсной базой 8 футов (2,438 м)+8 футов (2,438 м), имел массу с тендером 42,4 тонны, давление пара в котле 140 фунтов на кв. дюйм (0,97 МПа), диаметром цилиндров
21 ″ (533 мм) и ход поршня 26 ″ (660 мм) (возможно, и 18 ″ (457 мм)×24 ″ (610 мм), как у остальных).
Паровоз диаметром ведущих колёс превосходил предыдущие успешные локомотивы типа «Светлячок» на целый фут и был построен для демонстрации возможностей увеличения скорости. Вскоре после начала эксплуатации сломалась передняя ось, и паровоз был переделан в 2-1-1.

### «Железные герцоги»
| Имя               | Построен | Списан | Подробности |
| ----------------- | -------- | ------ | --- |
| Great Western     | 1846     | 1870   | Родоначальник типа, переделан из 1-1-1 паровоза-прототипа, имел общую колёсную базу 18 ф. 11+1/2 д. (5,779 м).                           |
| Великобритания    | 1847     | 1880   | Первый паровоз в серии, имел колёсную базу 18 ф. 6 д. (5,639 м).                                                                         |
| «Железный герцог» | 1847     | 1871   | Паровоз первой партии, база 18 ф. 6 д. (5,639 м), назван в честь герцога Веллингтона.                                                    |
| Император         | 1847     | 1873   | Паровоз первой партии, база 18 ф. 6 д. (5,639 м).                                                                                        |
| Молния            | 1847     | 1878   | Паровоз первой партии, база 18 ф. 6 д. (5,639 м).                                                                                        |
| Паша              | 1847     | 1876   | Паровоз первой партии, база 18 ф. 6 д. (5,639 м).                                                                                        |
| Султан            | 1847     | 1874   | Паровоз первой партии, база 18 ф. 6 д. (5,639 м). На станции Иллинг въехал в отцеп из нескольких товарных вагонов, 6 пассажиров погибли. |
| Курьер            | 1848     | 1877   | |
| Дракон            | 1848     | 1872   | |
| Иронделль         | 1848     | 1873   | |
| Ружмонт           | 1848     | 1879   | Назван по за́мку Ружмонт в Эксетере. |
| Татарин           | 1848     | 1876   | |
| Колдун            | 1848     | 1874   | |
| Кудесник          | 1848     | 1875   | |
| Ласточка          | 1849     | 1871   | |
| Тимур             | 1849     | 1871   | |
| Торнадо           | 1849     | 1881   | |
| Эстафета          | 1850     | 1884   | В 1870 году перестроен с новым котлом и базой 19 футов (5,79 м) в Rover class.                                                           |
| Персей            | 1850     | 1880   | 8 ноября 1862 года в паровозном сарае у станции метро Вестборн-парк неподалёку от Паддингтонского вокзала у «Персея» взорвался котёл.    |
| Прометей          | 1850     | 1887   | В 1870 году перестроен с новым котлом и базой 19 футов (5,79 м) в Rover class.                                                           |
| Бродяга           | 1850     | 1871   | По этому паровозу получил обозначение Rover class — тип второго поколения «Железных герцогов».                                           |
| Амазонка          | 1851     | 1877   | |
| Лорд Островов     | 1851     | 1884   | См. ниже. |
| Альма             | 1854     | 1872   | В память о сражении на Альме (1854) в Крымской войне.                                                                                    |
| Балаклава         | 1854     | 1871   | В память о балаклавском сражении (1854) в Крымской войне.                                                                                |
| Крым              | 1855     | 1876   | В память Крымской войны (1853—1856). |
| Евпатория         | 1855     | 1876   | В память о сражении за Евпаторию (1855) в ходе Крымской войны.                                                                           |
| Инкерман          | 1855     | 1877   | В память о инкерманском сражении (1854) в ходе Крымской войны.                                                                           |
| Керчь             | 1855     | 1872   | В память о взятии Керчи (1855) в ходе Крымской войны.                                                                                    |
| Севастополь       | 1855     | 1880   | В память об осаде и взятии Севастополя в ходе Крымской войны.                                                                            |

«Лорд Островов» перед отправкой на дорогу участвовал в Великой выставке под именем «Чарльз Рассел» в честь директора GWR. На следующий год он вёл директорский инспекционный поезд от Паддингтонского вокзала до станции Бирмингем-Сноу-хилл, в ходе которой под управлением Брюнеля и Гуча с остановившимся поездом на станции Айно. В результате этого поезд сошёл с рельсов, несколько человек были серьёзно ранены
После списания в 1884 году паровоз столя до 1906-го на Суиндонском заводе, участвовал в выставках в Эдинбурге в 1890 году, в Чикаго в 1893-м и в Лондонском Эрлс-Корте в 1897 году. На выставках утверждалось, что котёл этого паровоза с 1851 по июль 1881 года прошёл 789 300 миль (1 270 255 км).

### Rover class
Паровоз «Балклей» вывел последний ширококолейный пассажирский поезд со станции Паддингтон днём 20 мая 1892 года, который довёл до Бристоля и на следующий день рано утром возвратился в Лондон с поездом из Пензанса, став последним ширококолейным паровозом на главном ходу GWR. Назван в честь многолетнего директора дороги. Имя ранее принадлежало танк-паровозу 0-3-0 Sir Watkin class, проданному South Devon Railway Company в 1872 году.
| Имя             | Построен | Списан | Подробности |
| --------------- | -------- | ------ | --- |
| Балаклава       | 1871     | 1892   | См. выше. |
| Иронделль       | 1871     | 1890   | См. выше. |
| Железный герцог | 1873     | 1892   | Реплика «Железного герцога» в 1980-е. |
| Тимур           | 1873     | 1892   | См. выше. |
| Султан          | 1876     | 1892   | См. выше. |
| Татарин         | 1876     | 1892   | См. выше. |
| Колдун          | 1876     | 1892   | См. выше. |
| Амазонка        | 1878     | 1892   | См. выше. |
| Курьер          | 1878     | 1892   | См. выше. |
| Крым            | 1878     | 1892   | См. выше. |
| Евпатория       | 1878     | 1892   | См. выше. |
| Инкерман        | 1878     | 1892   | См. выше. |
| Молния          | 1878     | 1892   | См. выше. |
| Альма           | 1880     | 1892   | Модель «Альмы» |
| Балклей         | 1880     | 1892   | См. выше. |
| Дракон          | 1880     | 1892   | См. выше. |
| Император       | 1880     | 1892   | Модель паровоза «Император» |
| Великобритания  | 1880     | 1892   | См. выше. |
| Севастополь     | 1880     | 1892   | «Севастополь» |
| Great Western   | 1888     | 1892   | Паровоз вёл с Паддингтонского вокзала до Бристоля последний поезд «Корнуоллец», прошедший ширококолейный главный ход GWR от Лондона до Пензанса. |
| Прометей        | 1888     | 1892   | См. выше. |
| Торнадо         | 1888     | 1892   | См. выше. |

### Реплика

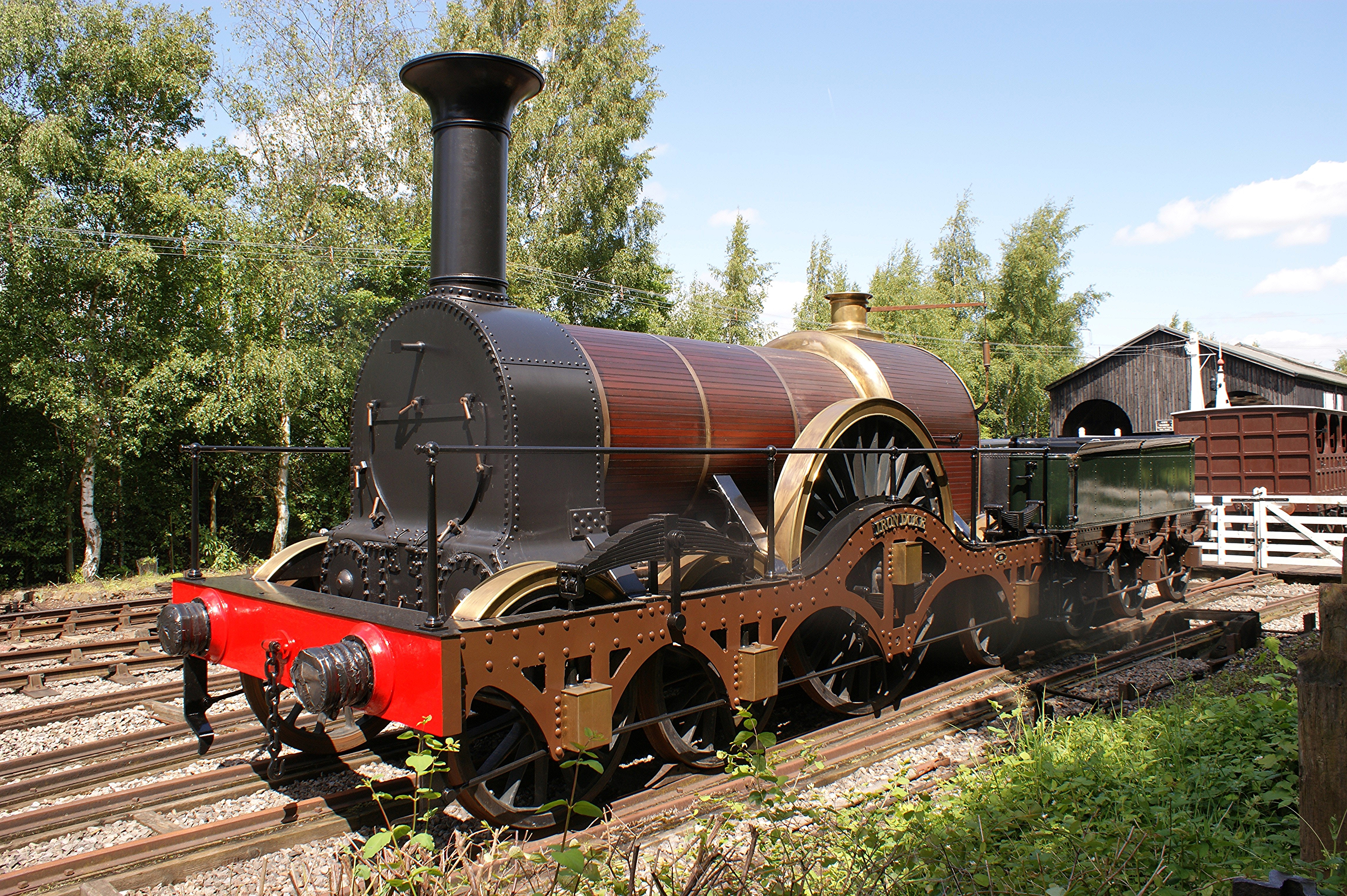
Реплика «Железного герцога» в 2014 году

Ходовая реплика «Железного герцога» была построена в 1985 году к празднованию 150-летия Большой западной железной дороги с использованием запчастей от двух танк-паровозов Hunslet Austerity. Реплика является частью Национальной железнодорожной коллекции, находится в долгосрочной аренде у Didcot Railway Centre, где есть участок ширококолейного пути. Сертификат котла истёк, и паровоз не эксплуатируется.
Реплика появилась в книге железнодорожной серии «Thomas and the Great Railway Show».

## Внешние ссылки
- What was the Broad Gauge? The Broad Gauge Society.